# İsmailbeyli, Görele
İsmailbeyli là một xã thuộc huyện Görele, tỉnh Giresun, Thổ Nhĩ Kỳ. Dân số thời điểm năm 2011 là 245 người.